# Paden (Mississippi)
Paden is een plaats (village) in de Amerikaanse staat Mississippi, en valt bestuurlijk gezien onder Tishomingo County.

## Demografie
Bij de volkstelling in 2000 werd het aantal inwoners vastgesteld op 106.
In 2006 is het aantal inwoners door het United States Census Bureau geschat op eveneens 106.

## Geografie
Volgens het United States Census Bureau beslaat de plaats een oppervlakte van
2,3 km², geheel bestaande uit land. Paden ligt op ongeveer 162 m boven zeeniveau.

## Plaatsen in de nabije omgeving
De onderstaande figuur toont nabijgelegen plaatsen in een straal van 20 km rond Paden.